# Duncan Lamont (Musiker)
Duncan Lamont (* 4. Juli 1931 in Greenock, Schottland; † 2. Juli 2019) war ein britischer Jazzmusiker (Alt- und Tenorsaxophon, Arrangement,  Komposition), der sich auch als Songwriter betätigte.

## Leben und Wirken
Lamont begann zunächst als Trompeter und leitete in Schottland seine eigene Band, die 1951 beim Melody Maker Anerkennung fand. Er verbrachte einige Zeit in London und spielte mit Kenny Grahams Afro-Cubists, war aber in den frühen 1950er-Jahren weiterhin in Schottland aktiv. In dieser Zeit wechselte er zum Tenorsaxophon. Er arbeitete dann mit zahlreichen bekannten britischen Tanzbands und Jazzgruppen zusammen, unter anderem mit Basil und Ivor Kirchin, Ken Mackintosh, Jack Parnell, Geraldo, Eric Delaney und Vic Lewis, mit dem er 1958 in Amerika tourte. Ferner arbeitete er ab Mitte der 1950er-Jahre in der britischen Jazzszene in den Bands von Johnny Keating, Dudley Moore, Bill Russo, Johnny Scott, Stan Butcher, Johnnie Spence, Alan Branscombe und Michael Gibbs.
Nach seinem Debütalbum Latin All the Way, das er 1966 für metronome Records eingespielt hatte, nahm er 1970 für Pathé Lo Mejor de la Bossa Nova auf, an dem Musiker wie Ike Isaacs, Ron Mathewson und Barry Morgan mitwirkten. 1971 war er beim Konzert von Buddy Rich, Louie Bellson und Kenny Clare mit dem Bobby Lamb-Ray Premru Orchestra beteiligt; ab den 1970er-Jahren spielte er mit Richard Rodney Bennett, Johnny Dankworth, Don Lusher, Kenny Wheeler (Music For Large & Small Ensembles, ECM 1980), Tony Kinsey, Ted Heath, Bud Shank & Manny Albam, Kenny Baker und Joe Temperley, ferner als Begleiter von Vokalistinnen wie Susannah McCorkle, Eartha Kitt  und Elaine Delmar. Duncan schrieb auch Streicherarrangements für Tina Mays Album My Kinda Love (Hepjazz, 2014). Im Bereich des Jazz war er zwischen 1957 und 2014 an 73 Aufnahmesessions beteiligt.
Als Studiomusiker arbeitete Lamont außerdem mit Frank Sinatra, Rosemary Clooney, Steve Gray und Paul McCartney. Neben seiner Tätigkeit als Musiker schrieb er eine Reihe von Songs wie „I Told You So“ (eingespielt u. a. von Trudy Kerr), „Carousel“ (für Nancy Marano), „Not You Again“ (für Cleo Laine) und „Manhattan in the Rain“ (aufgenommen von Joyce Breach und Norma Winstone). Lamont schrieb auch Orchesterwerke wie „The Young Person’s Guide to the Jazz Orchestra“, „Soho Suite“ und „Sherlock Holmes Suite“, letztere mit Spike Milligan. Des Weiteren komponierte er Musik für Kinder-Fernsehsendungen und verschiedenen Videos der Walt Disney Produktion. 1999 wurde er mit dem John Dankworth Jazz Award geehrt. Lamont starb kurz nach einem Konzert im 606 Club, um seinen bevorstehenden 88. Geburtstag zu feiern.

## Diskographische Hinweise
- Blues in the Night (LDC, 1988), mit Brian Dee (p), Mario Castronari (kb), Allan Ganley (dr)
- Duncan Lamont/Brian Dee: Happy Talk – The Music of Richard Rodgers (Mainstem, 2000)
- Duncan Lamont Big Band Featuring Kenny Wheeler: As If By Magic... Plays Mr. Benn (Jellymould, 2011)